# Sa Bạn vương
Sa Bạn Vương (trị vì 234) là quốc vương thứ 7 của Bách Tế. Ông là con trai cả của vị vua thứ 6 là Cừu Thủ Vương.

## Tiểu sử
Theo Tam quốc sử ký (Samguk Sagi), Sa Bạn còn quá trddeeer nắm quyền và nhanh chóng bị kế vị (Tam quốc di sự nói là bị phế truất) bởi Cỗ Nhĩ Vương, người đệ của vị quốc vương thứ 5 là Tiếu Cổ Vương. Điều này được các học giả giải thích là do đấu tranh quyền lực trong nội bộ triều đình, và sự nổi lên của gia tộc Chân (Jin) trước gia tộc Giải (Hae).
Không rõ về ngày sinh, cuộc đời sau này hau cái chết của Sa Bạn. Tuy nhiên, ông được ghi lại trong một số sử sách Nhật Bản, bao gồm Shinsen Shōjiroku (Tân soạn tính thị lục), là tổ tiên của một vài gia tộc trong thời kỳ Yamato Nhật Bản. Điều này có thể giải thích là do ông đã giành phần đời sau của mình tại Nhật Bản.